# José Sette de Barros
José Sette de Barros foi um político brasileiro do estado de Minas Gerais. Atuou como deputado estadual de Minas Gerais na 5ª legislatura (1963 - 1967) como suplente na Assembleia.

Sette de Barros foi também deputado federal por Minas Gerais

e prefeito municipal de Ponte Nova.